# Ligne A du métro de Toulouse
Pour les articles homonymes, voir Ligne A.
La ligne A du métro de Toulouse est l'une des lignes du réseau de métro de Toulouse. Elle traverse la métropole toulousaine, du nord-est au sud-ouest, et relie la station Balma-Gramont au nord-est, sur la commune de Balma, à la station Basso Cambo, au sud-ouest de Toulouse.
Inaugurée en 1993, elle reliait initialement les stations Basso-Cambo (sud-ouest de la ville) et Jolimont (nord-est) avant d'être prolongée vers le nord-est en 2003, jusqu'à Balma – Gramont. 
La ligne est longue de 12,5 km, ce qui en fait la plus courte des deux lignes du métro toulousain. La ligne dessert le centre commercial Auchan Gramont, les quartiers du nord-est toulousain, la gare Matabiau, le Capitole, Saint-Cyprien, ainsi que le quartier du Mirail au sud. 
À l’instar de la ligne B, inaugurée en 2007, la ligne A repose sur la technologie de métro automatique VAL. Elle est la plus fréquentée des deux lignes de l’agglomération, et fait l’objet d’une certification NF Service depuis 2010. 
Pour répondre à la saturation de la ligne aux heures de pointe, constatée au cours des années 2010, la ligne A a fait l’objet de travaux au cours des étés 2017 à 2019 nécessitant des interruptions complètes de trafic pour permettre, à partir de janvier 2020, le doublement de la longueur des rames. Cependant, Tisséo, ne disposant pas du matériel roulant nécessaire, a été contraint de diminuer la fréquence de passage des rames (1'05" à 1'50"), et la capacité effective n'a augmenté que de 20%. Toutefois, cet écart devrait être diminué par l'achat de rames supplémentaires qui permettrait d'accompagner la croissance de la fréquentation à l'horizon 2030. 

Plan de la ligne.

## Histoire

### Chronologie
- 1980 : Décision par le SMTC de la construction d'un nouveau TCSP.
- 9 juillet 1985 : Choix du VAL par le SMTC.
- 27 octobre 1988 : Déclaration d'utilité publique de la ligne A.
- 1989 : Début des travaux de la ligne.
- 26 juin 1993 : Mise en service de la ligne.
- 1997 : Décision de l'extension, au nord, de Jolimont à Balma-Gramont.
- 2001 : Début des travaux de l'extension nord.
- 20 décembre 2003 : Ouverture de l'extension nord.
- Janvier 2016 : Signature du contrat pour le doublement de la longueur des quais de la ligne A.
- Avril 2017 : Début des travaux du doublement de la longueur des quais.
- Novembre 2017 : Inauguration du réseau mobile dans le métro.
- 10 janvier 2020 : mise en service des rames à 2 doublets de 2 voitures de 52 m, dans le cadre de l'extension de la capacité de la ligne A.

### Création de la ligne
Alors que la décision de principe de la construction d'un nouveau transport en commun en site propre (TCSP) avait été prise en 1980 par le syndicat mixte des transports en commun (SMTC), le choix du tramway était attendu, vu que Marcel Cavaillé, secrétaire d'État aux transports ayant lancé un concours pour la mise en place des tramways en France, était maire-adjoint de Toulouse.
Lorsque la discussion sur le choix du mode a été lancé, un vif débat s'est établi : la majorité municipale était favorable à un VAL et l'opposition à un tramway. Les élus sont allés en personne voir le Stadtbahn (tramway) de Hanovre puis le VAL de Lille. Peut-être est-ce la campagne de « sensibilisation » de Matra qui a été efficace, ou l'annonce quelques jours avant d'une subvention de 500 millions de francs de l'État, mais, le 9 juillet 1985, le SMTC décida, d'une courte avance lors d'un vote à égalité (le président Guy Hersant ayant une voix prépondérante), de choisir le système VAL.
La déclaration d'utilité publique (DUP) fut signée le 27 octobre 1988 et les travaux de construction commencèrent en 1989, après qu'un peu plus de trois années aient été nécessaires à la réalisation de l'avant-projet sommaire, de la concertation et de l'enquête publique.
La ligne fut mise en service cinq ans plus tard, le 26 juin 1993, simultanément à une profonde restructuration du réseau de bus. Le lendemain du jour de son ouverture, le métro tomba en panne, victime de son succès : il y avait trop de voyageurs par rapport à sa capacité maximale,. La ligne engendra une forte avancée pour la mobilité au sein de l'agglomération toulousaine qui avait vu disparaitre son réseau de tramway à la fin des années 1950.

### Prolongement à Balma-Gramont
En 1997, l'extension de la ligne A (ainsi que la réalisation de la ligne B) fut décidée par l'ajout de trois nouvelles stations. Cette extension reliera Jolimont (ancien terminus) à Balma-Gramont à travers 3 stations, dont une en dehors du territoire de Toulouse. Les travaux commencèrent en 2001, et l'inauguration eut lieu le 20 décembre 2003.

### Festival Occitània
À l'occasion du festival Occitània en septembre 2009, Tisséo a donc décidé d'annoncer également les stations en occitan, qui finalement restera au-delà du festival. Les annonces, que beaucoup d'usagers trouvaient qu'elles devenaient agaçantes, ont depuis été remaniées et c'est la même voix féminine qui annonce les stations, mais également les terminus et le côté de la descente dans les deux langues.

### Records et évolutions de la fréquentation
Le vendredi 7 décembre 2012, le record de fréquentation a été battu avec 236 461 validations. Il est de nouveau battu le vendredi 6 décembre 2013 avec 245 837 validations.
En 2018, et ce pour la première année, la ligne B enregistre plus de validations que la ligne A. En effet, cette année là, 53 300 000 validations sont enregistrées sur la ligne A, contre 57 000 000 sur la ligne B, soit un écart de 3,7 millions de validations. Cet écart s'explique par une hausse très importante du trafic sur la ligne B, mais aussi par la fermeture estivale durant plusieurs semaines sur la ligne A, dans le cadre des travaux de doublement de la capacité de la ligne.

### Doublement de la longueur des rames
Très vite, la ligne A devient saturée et de nombreux voyageurs restent à quai aux heures de pointe. Il est alors décidé par Tisséo d'augmenter la capacité de la première ligne du métro de Toulouse, en effectuant des travaux pour permettre d'augmenter la longueur de chaque rames, en les faisant passer de 26 à 52 mètres. 
Une enquête publique pour le doublement de la capacité de la ligne A par passage des rames et des stations à 52 mètres (4 voitures) se déroule du 17 octobre au 26 novembre 2016. Le projet est déclaré d'utilité publique en mars 2017. Le projet est nommé " Ligne A XXL". Les premiers travaux ont lieu à l'été 2017, et continuent en 2018 et 2019, avec une interruption du service lors des deux étés 2017 et 2018. La transformation implique notamment des travaux de gros-œuvre sur quatre stations, dont les quais mesuraient moins de 52 m de long : Basso Cambo, Mermoz, Fontaine-Lestang et Patte-d’Oie. Dans les autres stations, qui avaient dès l’ouverture des quais de 52 m de long, seuls des travaux de second-œuvre sont nécessaires, portant notamment sur la mise en service de portes palières. La station Jean-Jaurès est aussi rénovée, et de nouveaux accès sont créés pour absorber les flux plus importants. 
Si l'ouverture est prévue "fin 2019" selon Tisséo, en novembre, une première annonce est faite indiquant une mise en service "vers le 15 décembre", bien qu'il soit dit que la vraie date sera annoncée vers le 10 décembre. La mise en service voyageurs des rames doubles est annoncée pour avoir lieu le 8 janvier 2020, mais après une panne générale, elle intervient finalement deux jours plus tard, le 10 janvier 2020. La mise en service s’accompagne d’une réduction de fréquence sur la ligne A, qui ne voit donc pas sa capacité doublée dans un premier temps ; toutefois, l’exploitant obtient ainsi une marge de manœuvre en regagnant la possibilité d’augmenter les fréquences par l’achat de nouveau matériel roulant.

## Tracé et stations

Plan des deux lignes du métro Toulouse.

### Tracé
La longueur totale de la ligne est de 12 km. La majorité de la ligne est souterraine. Cependant, les stations Basso Cambo et Jolimont sont aériennes, ainsi que certaines portions du tracé. La ligne A dessert au total 18 stations.
Au nord, la ligne débute au niveau du centre commercial Auchan Gramont, dans la commune de Balma. Balma-Gramont, le terminus nord, est d'ailleurs la seule station de la ligne se trouvant en dehors de Toulouse. La station se trouve sur la route d'Agde, et possède un parc relais. Ensuite, la ligne entre dans la commune de Toulouse. Elle passe alors sur un viaduc, au-dessus de l'Hers-Mort et de l'autoroute A61, une partie du périphérique toulousain. La ligne arrive ensuite au niveau de la station Argoulets, desservant le quartier du même nom, au nord de la ville. Là-encore, il existe un parc relais. La prochaine station est Roseraie, desservant une nouvelle fois le quartier du même nom. 
La ligne continue ensuite son chemin vers le sud, en passant sur un nouveau viaduc, avant d'arriver sur l'une des deux stations aériennes de la ligne : la station Jolimont, terminus de la ligne A jusqu'en 2003, avant le prolongement de la ligne. Cette station possède un parc relais. Pour continuer, le métro arrive au niveau de la station Marengo-SNCF, en correspondance avec la gare de Toulouse-Matabiau et la gare routière de Toulouse. Cette station dessert le quartier Marengo. La ligne continue son chemin en passant sous le canal du Midi, au niveau du Pont Riquet. Le métro longe alors les allées Jean-Jaurès, pour arriver sur la station du même nom, station de correspondance avec le métro Ligne B. C'est aussi la station la plus fréquentée du métro toulousain.

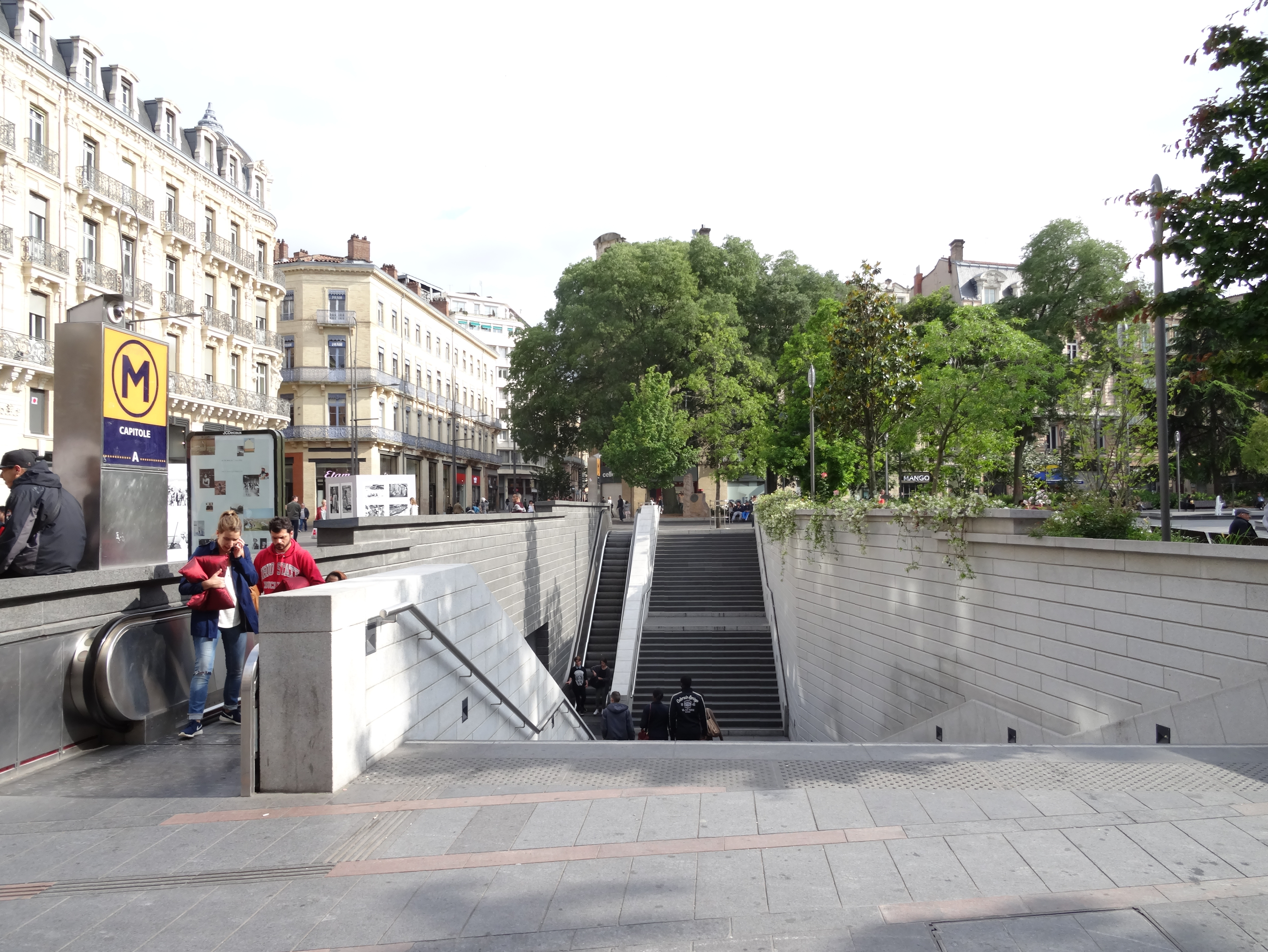
L'entrée de la station Capitole, dans le square du Général De Gaulle.

La ligne entre alors dans le centre historique toulousain avec la station Capitole, donnant sur le square du Général de Gaulle, juste à côté de la place du Capitole. Le métro passe ensuite sous la place Esquirol, et s'arrête à la station Esquirol. Après cette station, le métro passe sous la Garonne, pour entrer dans la station Saint-Cyprien République, desservant le quartier Saint-Cyprien, puis dans la station Patte-d'Oie. Arrive ensuite la station Arènes, station de correspondance avec les lignes de tramway T1 et T2, ainsi qu'avec la Gare de Saint-Cyprien-Arènes (ligne C). La station possède un parc relais de 600 places, et est la deuxième plus fréquentée de l'ensemble du réseau du métro de Toulouse.

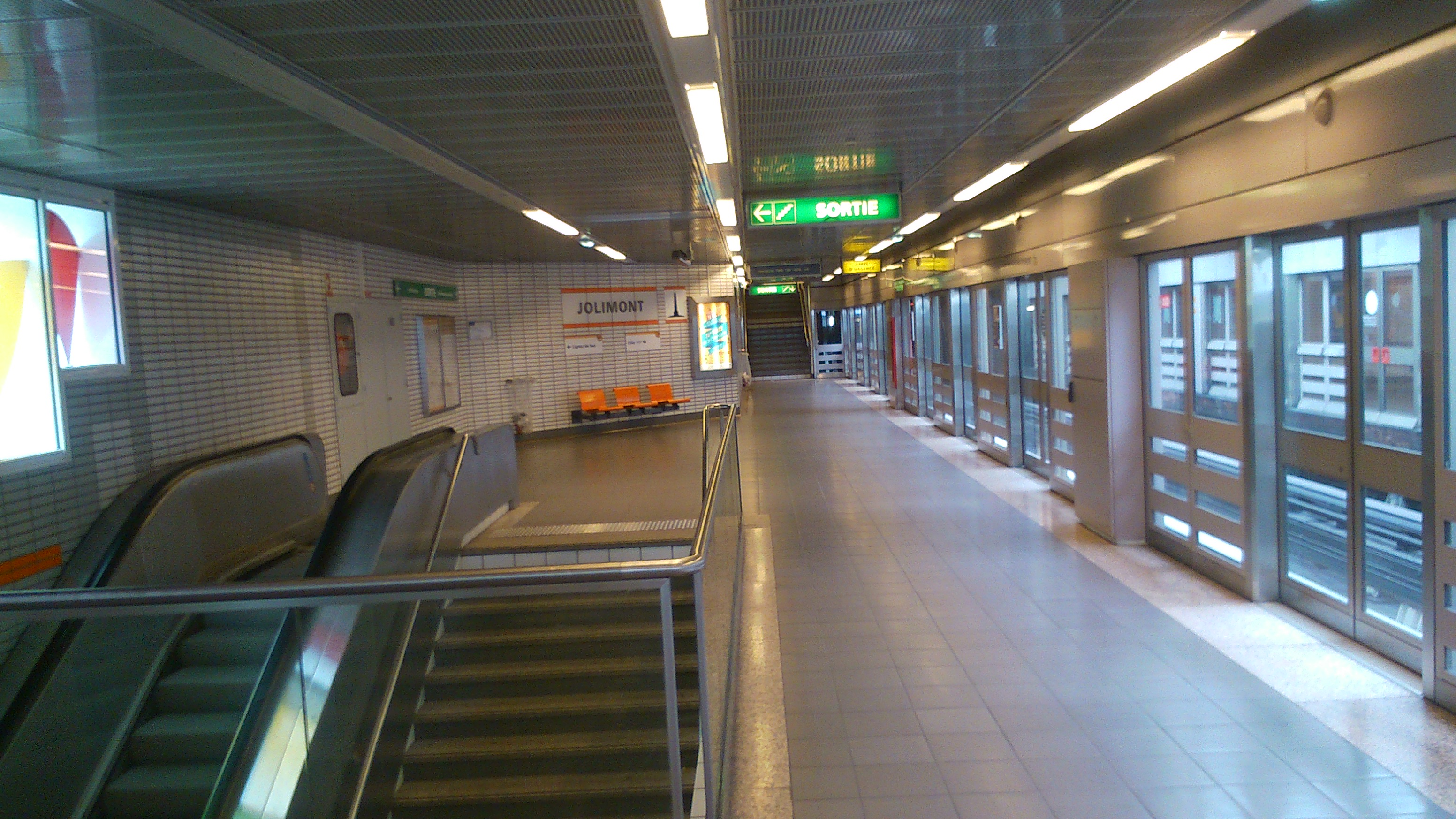
Quais de la station Jolimont.

Par la suite, la ligne entre dans le sud-ouest toulousain, avec les stations Fontaine-Lestang, Mermoz et Bagatelle. Le métro passe alors sur un viaduc passant au-dessus de l'autoroute A620, une autre partie du périphérique de Toulouse. La ligne entre alors dans les quartiers dits "populaires" de Toulouse : Mirail-Université, desservant notamment l'Université Toulouse-Jean Jaurès, puis la station Reynerie. La ligne fait une boucle pour descendre vers la station du quartier Bellefontaine. Cette boucle remonte enfin vers le viaduc de Basso Cambo et la station du même nom, terminus sud de la ligne A. Cette dernière station se situe à proximité de la zone d'activités de Basso Cambo, d'un centre commercial, ainsi que de l'arrondissement du Mirail. Le terminus possède un parc relais.

### Liste des stations
Voici la liste des différentes stations de la ligne, dans le sens nord-sud. Deux d'entre elles sont aériennes, Jolimont et Basso Cambo. De plus, la station Jean Jaurès est la seule station de correspondance avec la ligne B.
|  |   |  | Station                    | Coordonnées                 | Commune (quartier)          | Correspondances                  |
|  | - |  | -------------------------- | --------------------------- | --------------------------- | -------------------------------- |
|  | ■ |  | Balma – Gramont            | 43° 37′ 47″ N, 1° 28′ 59″ E | Balma (Gramont)             | Parc relais                      |
|  | • |  | Argoulets                  | 43° 37′ 28″ N, 1° 28′ 37″ E | Toulouse (Les Argoulets)    | Parc relais                      |
|  | • |  | Roseraie                   | 43° 37′ 12″ N, 1° 28′ 10″ E | Toulouse (La Roseraie)      | L9                               |
|  | • |  | Jolimont                   | 43° 36′ 55″ N, 1° 27′ 49″ E | Toulouse (Jolimont)         | L9                               |
|  | • |  | Marengo – SNCF             | 43° 36′ 39″ N, 1° 27′ 18″ E | Toulouse (Marengo)          | L8L9L14                          |
|  | • |  | Jean Jaurès                | 43° 36′ 21″ N, 1° 26′ 56″ E | Toulouse (Saint-Georges)    | L1L8L9L14                        |
|  | • |  | Capitole                   | 43° 36′ 17″ N, 1° 26′ 44″ E | Toulouse (Capitole)         |                                  |
|  | • |  | Esquirol                   | 43° 36′ 01″ N, 1° 26′ 40″ E | Toulouse (Esquirol)         |                                  |
|  | • |  | Saint-Cyprien – République | 43° 35′ 53″ N, 1° 25′ 54″ E | Toulouse (Saint-Cyprien)    | L14                              |
|  | • |  | Patte d'Oie                | 43° 35′ 47″ N, 1° 25′ 23″ E | Toulouse (Saint-Cyprien)    | L14                              |
|  | • |  | Arènes                     | 43° 35′ 35″ N, 1° 25′ 06″ E | Toulouse (Arènes)           | Ligne Arènes - Colomiers L2L3L14 |
|  | • |  | Fontaine-Lestang           | 43° 35′ 15″ N, 1° 25′ 06″ E | Toulouse (Fontaine-Lestang) |                                  |
|  | • |  | Mermoz                     | 43° 35′ 00″ N, 1° 24′ 55″ E | Toulouse (La Faourette)     |                                  |
|  | • |  | Bagatelle                  | 43° 34′ 48″ N, 1° 24′ 44″ E | Toulouse (Bagatelle)        |                                  |
|  | • |  | Mirail – Université        | 43° 34′ 29″ N, 1° 24′ 07″ E | Toulouse (Mirail)           | L14                              |
|  | • |  | Reynerie                   | 43° 34′ 15″ N, 1° 24′ 07″ E | Toulouse (La Reynerie)      |                                  |
|  | • |  | Bellefontaine              | 43° 33′ 58″ N, 1° 23′ 54″ E | Toulouse (Bellefontaine)    | L14                              |
|  | ■ |  | Basso Cambo                | 43° 34′ 12″ N, 1° 23′ 32″ E | Toulouse (Basso Cambo)      | L4L11L14                         |

Les terminus et les principaux pôles d'échanges sont indiqués en gras.

### Correspondances

Tracé des trois lignes du métro de Toulouse dont Aerospace Express dans le contexte du réseau actuel.

- Avec le réseau TER Occitanie au niveau de la station Marengo-SNCF. La ligne est accessible à la Gare Matabiau.
- Avec la ligne B et Linéo 1 (L1) et 8 (L8), au niveau de la station Jean-Jaurès, en centre-ville.
- Avec les lignes T1, T2, C (au niveau de la Gare de Toulouse-Saint-Cyprien-Arènes), avec le réseau TER Occitanie et les lignes Linéo 2 (L2) et 3 (L3), à la station Arènes.

### Raccordement
Le réseau du métro de Toulouse ne comportant que deux lignes, il n'existe qu'un seul raccordement entre les deux lignes. Il se situe entre les stations Jean-Jaurès et Capitole, et rejoint la ligne B sur le tronçon entre les stations Jean-Jaurès et Jeanne-d'Arc.

### Ateliers et dépôt
Les ateliers de la ligne A sont situés à l'extrémité sud de la ligne, après la station Basso Cambo. C'est le dépôt des rames de la ligne A, mais aussi l'atelier de l'ensemble des rames du métro (toutes les lignes). C'est également le lieu du poste de contrôle de l'ensemble du réseau de métro. L'autre dépôt du métro de Toulouse est, pour la ligne B, situé après Borderouge. L’arrière-gare de Balma Gramont permet également d’accueillir 4 rames en stationnement (la nuit, ou en réserve pendant l’exploitation). Une voie de garage, raccourcie par les travaux DoCA, peut accueillir deux rames de 26m, cependant elle est souvent occupée par le train de travaux.

## Exploitation

### Desserte
Le parcours complet de la ligne dure 22 minutes et 30 secondes, la vitesse commerciale des rames est de 35 km/h. Comme sur toutes les lignes du métro de Toulouse, le premier départ des terminus a lieu à 5h15, le dernier départ a lieu en semaine à 0h et à 3h pour les vendredis et samedis. 
Jusque 2020, l'intervalle entre chaque rame dépend de l'horaire : 65 secondes à 1 minute 30 aux heures de pointe, 3 minutes en heures creuses la semaine, 5 minutes en soirée les vendredis et samedis, 7 minutes en soirée la semaine et en heures creuses les dimanches et jours feriés, et enfin 9 minutes en début de service.
Avec la mise en service des rames de quatre voitures en janvier 2020, l’intervalle augmente à 1 minute 50 aux heures de pointe, soit 45 secondes supplémentaires entre chaque passage du métro. Après l’achat de nouvelles rames et leur mise en service vers 2023, l’attente entre deux rames pourrait être ramenée aux alentours d’1 minute 30, la fréquence minimum techniquement permise par le système étant de 75 secondes.

### Matériel roulant
La ligne A est exploitée avec le système VAL classique, soit avec 28 rames VAL 206, 14 VAL 208 acquis pour l’extension de la ligne vers Balma en 2003, 56 Rame VAL 208 NG et 16 Rames VAL 208 NG2. Grâce à une voie d’interconnexion avec la ligne B entre les stations Jean Jaurès et Capitole, le transfert de rames de type VAL 208 NG et VAL 208 NG 2 est possible, ces rames circulent donc aussi sur la ligne A.

### Personnel d'exploitation
Chez Tisséo, il existe différentes tâches qui doivent être effectuées pour permettre une bonne gestion de la ligne du métro :
- La maintenance du matériel roulant est effectuée par des électrotechniciens, des électriciens, des mécaniciens et enfin des carrossiers, qui veillent au bon fonctionnement des rames.
- La maintenance des installations et des infrastructures.
- L'exploitation du métro automatisé est géré par des opérateurs du métro, depuis une salle de contrôle.
- La communication et l'information des voyageurs.
- La qualité et le respect de l'environnement sont notamment gérés par des chargés d'études.
- La sûreté, la sécurité est gérée par des vérificateurs de perception, des agents de prévention ainsi que des responsables d'équipes.
- L'ingénierie ainsi que les projets sont gérés par des ingénieurs, des chefs de projet et des assistants méthode.

Le métro est cependant principalement géré au quotidien par des opérateurs du métro, ainsi que par des agents d'entretien.

### Tarification et financement

Une Carte Pastel, utilisable sur le réseau Tisséo, mais aussi les réseaux Arc-en-Ciel, TER Occitanie, Tarn'Bus...

Sur cette ligne comme sur toutes les autres lignes de métro, bus ou tram de l'agglomération, il existe des billets magnétiques : aller simple, aller-retour, 10 déplacements, illimités journée, illimités 2 journées, Tribu (2 à 12 personnes, avec 12 déplacements sur le billet) et le ticket soirée. Il existe aussi la Carte Pastel, une carte sans contact, avec laquelle des tarifs spécifiques sont appliqués, par exemple pour les étudiants ou les personnes âgées, avec une réduction, ce qui n'est pas possible sur un ticket magnétique. La Carte Pastel est une carte multi-services puisqu'elle est valable dans plusieurs réseaux : TER Occitanie, réseau Arc-en-ciel et réseau TarnBus. Bien évidemment, les tarifs appliqués selon les modes sont différents. 
Le financement du fonctionnement de la ligne (entretien, matériel et charges de personnel) est assuré par Tisséo, l'autorité organisatrice des transports en commun toulousains.

### Trafic
La ligne A du métro de Toulouse, inaugurée en juin 1993, est la colonne vertébrale du réseau de transport en commun de l'agglomération toulousaine. Dès son ouverture, elle connaît un succès immédiat, transportant près de 70 000 voyageurs par jour. Au fil des années, sa fréquentation n'a cessé d'augmenter, atteignant 150 000 voyageurs quotidiens en 2010, puis 160 000 voyageurs par jour en 2015, grâce à son extension vers Balma – Gramont en 2003 et son rôle clé dans la desserte des pôles d'activité majeurs comme le centre-ville, la gare Matabiau et les zones commerciales de Basso Cambo et Bellefontaine. La baisse de fréquentation en 2017 et 2018 s'explique par la fermeture de la ligne durant cinq semaines pendant l'été pour des travaux d'augmentation de capacité d'accueil,. 
En 2019, la ligne enregistre une moyenne de 170 000 voyages par jour, ce qui en fait la ligne la plus fréquentée du réseau de métro de Toulouse. A cause de la pandémie de COVID-19 et du confinement associé, une baisse significative de la fréquentation des transports en commun, y compris le métro, est ressentie en 2020,. La fréquentation remonte progressivement avec la levée des restrictions sanitaires, et retrouve quasiment les niveaux pré-COVID en 2023. En effet, cette année la ligne A transporte en moyenne 160 000 voyageurs par jour, avec des pics de fréquentation dépassant les 250 000 validations lors des jours de forte affluence, notamment lors d'événements culturels,. Les heures de pointe, notamment entre 7h30 et 9h00 le matin et entre 17h00 et 19h00 le soir, voient une saturation des rames, qui circulent toutes les 1 à 2 minutes pour répondre à la demande,.
La ligne A bénéficie également de correspondances stratégiques avec la ligne B du métro, le tramway et de nombreuses lignes de bus, renforçant son attractivité. Pour faire face à la croissance continue de la fréquentation, des mesures ont été mises en place, comme l'augmentation du nombre de rames en circulation et l'extension des horaires de service, avec un premier départ à 5h15 et un dernier départ à 00h00 en semaine.
| Année | Nombre de voyageurs (en millions) | Année | Nombre de voyageurs (en millions) |
| ----- | --------------------------------- | ----- | --------------------------------- |
| 2002  | 32 000 000                        | 2015  | 55 300 000                        |
| 2003  | 34 100 000                        | 2016  | 57 800 000                        |
| 2004  | 39 900 000                        | 2017  | 54 500 000                        |
| 2005  | 41 700 000                        | 2018  | 53 300 000                        |
| 2006  | 40 600 000                        | 2019  | 59 300 000                        |
| 2007  | 45 900 000                        | 2020  | 35 899 000                        |
| 2008  | 49 900 000                        | 2021  | 42 584 397                        |
| 2009  | 48 900 000                        | 2022  | 53 001 197                        |
| 2010  | 51 600 000                        | 2023  | 57 064 492                        |
| 2011  | 54 764 377                        | 2024  | 60 507 846                        |
| 2012  | 57 000 000                        | 2025  |                                   |
| 2013  | 58 800 000                        | 2026  |                                   |
| 2014  | 57 300 000                        | 2027  |                                   |

### Parcs relais
Cinq parcs relais accessibles aux voyageurs ayant un ticket de métro sont disposés à proximité des stations accueillant des terminus d’autobus ou d'autocars :
- Balma-Gramont, dont le parking dispose de 1 360 places (plus grand parc relais du réseau de transports en commun de Toulouse) ;
- Argoulets, dont le parking dispose de 900 places ;
- Jolimont, dont le parking dispose de 350 places ;
- Arènes, dont le parking dispose de 600 places ;
- Basso Cambo, dont le parking dispose de 540 places.

## Projets de développement

### Ligne C
Ligne C du métro de Toulouse est un projet de troisième ligne de métro à Toulouse, qui devrait être opérationnel en 2028. La station en correspondance avec cette ligne devrait être la station Marengo-SNCF qui, selon Tisséo, serait à l'horizon 2028 la station la plus fréquentée du réseau toulousain.

### Prolongement au Nord
Le groupe Toulouse Métropole Citoyenne au conseil de Toulouse Métropole propose en 2018 le prolongement de la ligne A d'une station, de Balma - Gramont à Balma – L’Union pour établir à ce nouveau terminus un pôle multimodal train / métro. En 2024, le projet est évoqué par Tisséo comme réalisable à l'horizon 2040 dans le cadre du projet de service express métropolitain de l'agglomération. Le prolongement jusqu'au centre de l'Union n'est pas envisagé. 
Ce projet n'est cependant pas pour l'instant acté dans le plan de déplacements urbains.
|  | ■ |  | Balma – Gramont | 43° 37′ 47″ N, 1° 28′ 59″ E | Balma (Gramont) | Parc relais                               |
|  | ■ |  | Balma – L’Union | 43° 38′ 14″ N, 1° 28′ 57″ E | Toulouse        | Service Express Métropolitain (en projet) |

### Prolongement vers Tournefeuille
Un prolongement vers le centre de Tournefeuille a été demandé plusieurs fois par des citoyens et l'AUTATE, l'association des usagers des transports Toulousains. Ce projet n'est pas acté dans le plan de déplacements urbains.

## Tourisme
La ligne A traverse Toulouse du nord-est au sud-ouest, en passant par plusieurs monuments et quartiers touristiques, comme :
- la gare de Toulouse-Matabiau et le canal du Midi (station Marengo-SNCF)
- la place Wilson (station Jean-Jaurès)
- la place du Capitole, le théâtre du Capitole, ainsi que le quartier Saint-Georges et la rue Alsace-Lorraine (station Capitole)
- le quartier Esquirol, la place Esquirol, le Pont-Neuf et le Musée des Augustins (station Esquirol)
- le Musée des Abattoirs et le dôme de la Grave (station Saint-Cyprien - République)